# 那須雄登
那須雄登（日语：／ Nasu Yūto，2002年1月16日—），是日本東京都出身的偶像、歌手、演員，血型B型。隸屬於STARTO ENETERTAINMENT，是旗下小傑尼斯團體「ACEes」的成員。

## 簡歷
- 加入事務所前，有加入嵐的FAN CLUB，喜歡傑尼斯。由親戚代為投遞履歷表。
- 2016年4月9日，加入傑尼斯事務所，以小傑尼斯的身份開始活動。
- 2016年11月23日，與藤井直樹、浮所飛貴、岩崎大昇、佐藤龍我，組成「東京B少年」（後來改名為「Sexy美少年」、「美 少年」）。
- 2020年3月7日，於電視劇《帕累托的誤算〜社會工作者殺人事件》中演出，此為電視劇初登場。
- 2025年2月16日，小傑尼斯組合重組，與浮所飛貴、作間龍斗、深田龍生、佐藤龍我組成「ACEes」。

## 人物背景
- 有一位小4歲的弟弟[2]。
- 從小學一年級開始打了9年的棒球。其他運動像是足球、橄欖球、羽球也都很擅長。小學三年級至四年級，有學2年的舞蹈（Hip Hop）。
- 擅長科目是數學。但是為了能將工作與學習同時打理好，選擇在大學就讀文科（2019年5月）。
- 2020年，從慶應義塾高等學校畢業進入慶應義塾大學經濟學部就讀[3]。
- 2024年畢業於慶應義塾大學。
- 尊敬的前輩為嵐的櫻井翔。

## 演出

### 電視劇
- 帕累托的誤算〜社會工作者殺人事件（2020年3月7日 － 4月4日，WOWOW）[4] － 飾演 金田良太
- 盛夏的少年～19452020（2020年7月31日 － 9月18日，朝日電視台）[5] － 主演・柴山道史
- 姐姐的戀人（2020年10月27日 - 12月22日，關西電視台・富士電視台）[6] － 飾演 武内省吾
- The High School Heroes（2021年7月31日 － 9月18日，朝日電視台）[7][8] - 主演・滝川雄亮
- MY FAMILY（2022年4月10日 － 6月12日，TBS）[9] - 飾演 梅木司
- 朋友遊戲R4 第3話 - 最終話（2022年8月6日 － 9月10日，朝日電視台）－ 主演 丹羽萬里
- 春日苦短少年戀愛吧。（2023年4月25日 － 6月27日，日本電視台）－ 主演・皆月青

### 電視節目
- I LOVE 大家的動物園（2020年10月3日 - ，日本電視台）[10]
- 痛快TV 暢快JAPAN『情人節之吻』（2021年2月1日，富士電視台）[11] - 飾演 瀬尾時也

### 舞台劇
- 魔女宅急便（2021年3月25日－28日，新國立劇場中劇場／4月10日－11日，愛知縣藝術劇場／4月15日－18日，メルパルク大阪）[12]－飾演 蜻蜓

## 外部連結
- 那須雄登 个人简介 （页面存档备份，存于）- ISLAND TV
- Johnny's Jr. （页面存档备份，存于） --Johnny's net
- Johnny's Jr. 频道 （页面存档备份，存于）-YouTube
- 那須雄登在互联网电影资料库（IMDb）上的資料（英文）